# Jeden Wielki Związek
Jeden Wielki Związek, Wielki Związek (ang. One Big Union) – kanadyjski związek zawodowy powołany do życia w 1919 roku na zjeździe w Calgary. Zorganizował szereg strajków w 1919 roku, z których największym był strajk generalny w Winnipeg.